# Iwan Kjuczukow
Iwan Kjuczukow (ur. 1 lutego 1946 roku w Dupnicy) – bułgarski piłkarz i trener piłkarski. Jest wychowankiem klubu Marek Dupnica. Później przez wiele lat występował w Botewie Płowdiw, z którym w 1967 roku zdobył tytuł mistrza kraju. Łącznie w ekstraklasie rozegrał 266 meczów i strzelił 27 goli.
Niedługo po zakończeniu kariery piłkarskiej ukończył szkołę trenerską w Kolonii. Był szkoleniowcem m.in. Lewskiego Sofia (wicemistrzostwo Bułgarii) oraz Nafteksu Burgas, którego jednak w sezonie 2005–2006 nie utrzymał w I lidze.